# Дзюрбей Ольга Олександрівна
Дзюрбей Ольга Олександрівна (16 березня 1948, с. Вільшанка Житомирського району Житомирської області) — українська художниця, Заслужений майстер народної творчості України (2015).

## Життєпис
Народилася 16 березня 1948 року в селі Вільшанка Чуднівського району Житомирської області у родині художника Олександра Яцюка.
У 1964—1967 роках навчалась у Житомирському культурно освітньому училищі на керівника хорового колективу за спеціальністю хормейстер-диригент.
Після навчання обіймала посади методиста, керівника хору Чуднівського районного Будинку культури.
У 1968 році Ольга Олександрівна переїхала до Бердичева, працювала художником у художній майстерні Бердичівського міського побутового комбінату. З 1971 року, після декретної відпустки, працювала художником у міському осередку ДТСААФ (Всесоюзне Ордену Червоного Прапора Добровільне товариство сприяння армії авіації і флоту). У 1974 році перейшла на роботу до Художнього фонду УРСР у місті Житомирі, де працювала разом із батьком.
У 1982—1987 роках Ольга Дзюрбей навчалася у Київському Державному інституті культури ім. О. Є. Корнійчука за спеціальністю «культурно-освітня робота» (мистецтвознавець).

### Творчість
Творчий доробок Ольги Дзюрбей налічує близько 500 робіт. Серед найвідоміших — «Погляд Всесвіту», «Гра», «Пробудження енергії», «Нескінченність», «Калейдоскоп почуттів», «Бажання», «Компроміс», «Квітуча енергія».
Роботи художниці експонувалися на численних виставках, зокрема на вернісажах у виставковій залі Художнього фонду (Житомир, 1974 і 1975 рр.), Республіканській молодіжній виставці (Київ, 1974), а також на персональних виставках у Бердичеві та Житомирі.
З 2001 по 2015 роки персональні виставки Ольги Дзюрбей відбувалися майже щороку у приміщенні Музею історії міста Бердичева та в Житомирському театрі імені Івана Кочерги. У вересні 2007 року відбулася персональна виставка художниці у місті Соро (Данія).

### Визнання
Ольга Дзюрбей є членом міської спілки вільних художників і народних майстрів «Вернісаж». Рішенням Колегії управління культури Житомирської обласної державної адміністрації від 18 липня 2007 року їй присвоєно звання «Майстер народної творчості» за внесок у відродження, збереження та популяризацію самобутнього народного мистецтва та етнографії рідного краю.
Указом Президента України № 632/2015 від 09 листопада 2015 року Дзюрбей Ользі Олександрівні присвоєно почесне звання «Заслужений майстер народної творчості України».